# Río Authie
El Authie es un río ubicado en la costa norte de Francia que desemboca en el canal de la Mancha, después de un largo curso de 103 km entre los departamentos de Somme y Paso de Calais, en la cuenca de Artois-Picardía.
Su curso regular, vinculado a la presencia de una gran potencia acuífera, siempre ha atraído al ser humano para desarrollar actividades agrícolas, las cuales siguen siendo dominantes en la actualidad. El valle del Authie, ocupado por muchos pueblos y pequeñas ciudades, cuenta con un rico patrimonio arquitectónico, conformado por abadías y castillos que se extienden a lo largo de las orillas del río, mientras que en la desembocadura forma una amplia bahía comprendida entre Fort-Mahon-Plage y Berck, típica de estuarios picardos y hábitat de una diversidad de flora y fauna.

## Etimología
El origen del nombre «Authie» no se ha establecido con certeza, aunque, de acuerdo con algunas fuentes, puede estar relacionado con el hidrónimo pre-celta Atur que significa río, el cual se encuentra en el nombre de muchos ríos como el Adur; también puede estar vinculado al término celta alt que significa profundo y que hace referencia al lecho del río.

## Historia

### Una larga ocupación humana

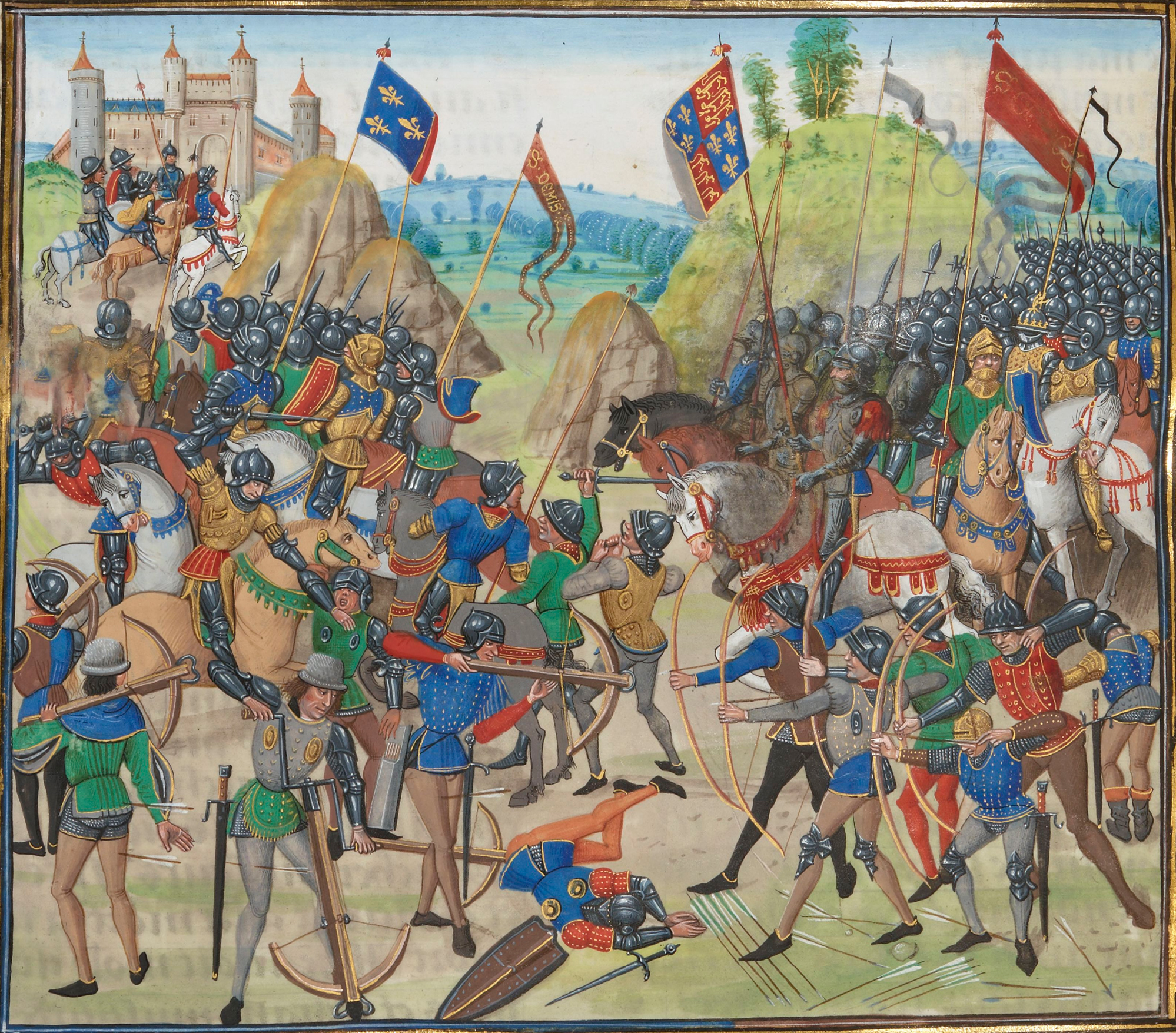
No pudiendo cruzar con sus tropas los campos inundados del Authie para remontar hacia el norte, Eduardo III se ve obligado a enfrentarse al ejército del rey de Francia en la batalla de Crécy.

Los primeros rastros de ocupación humana en el valle del Authie datan de 200 a 300.000 años durante el período Musteriense. Se han encontrado numerosas herramientas de la época neandertal, aunque los sitios descubiertos revelan la importancia de los hallazgos en Caours cerca del río Scardon, a una quincena de kilómetros hacia el sur. Los hombres poblaron el valle en la época gala (joyas, armas y monedas han sido descubiertas en un santuario prerromano en Dompierre-sur-Authie), y posteriormente durante la época de la Bélgica romana, su curso se mantiene alejado de las corrientes de circulación. Las vías de comunicación no siguen el valle, orientado de este a oeste, sino que lo atraviesan en dirección de norte a sur. De esta forma, sigue la ruta del estaño uniendo el actual puerto de Boulogne-sur-Mer con el sur de Francia antes de la ocupación romana, así como por las vías romanas asegurando la conexión entre París (Lutecia), Amiens (Samarobriva) y el mar de Britania por el puerto de Boulogne-sur-Mer (Gesoriacum). La vocación agrícola del valle está testificada por la prospección aérea y las excavaciones arqueológicas, que permitieron encontrar grandes explotaciones galo-romanas (villa rústica), destacándose la de Nampont. Sin embargo, ninguna de estas aglomeraciones poseía conjuntos monumentales.
El valle del Authie se transforma, a partir de la guerra de los Cien Años y de la batalla de Crécy, en un lugar de enfrentamiento y un objetivo primordial en los combates que libran las grandes fuerzas políticas. En el siglo XVI, durante la lucha entre Francia y los Habsburgo de Austria y de España, el río se convirtió en la frontera entre los franceses que mantenían el control en Picardía y los españoles presentes en Artois, después de la firma del tratado de Madrid el 14 de enero de 1526 y de la Paz de Cateau-Cambrésis el 3 de abril de 1559. Su curso está rodeado de poderosas fortalezas, francesas al sur y españolas al norte. En la primera mitad del siglo XVII, la región sirvió de nuevo como campo de batalla en el marco de la guerra de los Treinta Años hasta 1648, y posteriormente en la guerra que opone a Francia y España hasta 1659. En el trascurso de esta última, el tratado de los Pirineos, firmado el 7 de noviembre de 1659, retorna el Artois a Francia y hace perder al Authie su estatus fronterizo. Numerosos combates se desarrollan en el valle, exacciones de los soldados causan la ruina de muchas familias y pueblos, y llevan a las personas a desarrollar grutas, refugios subterráneos establecidos a las proximidades de las aldeas en donde se podían ocultar en caso de que sus bienes y sus ganados se encuentren en peligro. Frecuentemente, la entrada de las grutas se localizaba en las iglesias o en las plazas de las poblaciones, conformando pasadizos de circulación y habitaciones para mantener seguras a las familias con sus animales, víveres y riquezas. Muchas decenas de grutas fueron halladas en Somme y en Paso de Calais, notablemente en los alrededores de Dompierre-sur-Authie.
Una vez el Artois le fue devuelto a Francia, el Authie deja de ser un límite administrativo entre provincias y pasa a tener un estatus fiscal diferente. Al norte del río no se aplican algunos impuestos como la gabela, la talla, las ayudas y el timbre, dando lugar al contrabando de ambos lados del curso de los Picardos que trataban de comprar la sal a mitad de precio. Ese problema de delimitación de territorio no se termina al final del Antiguo Régimen y al establecimiento de los departamentos por la Revolución francesa, Auxi-le-Château se mantiene dividido en dos durante un año, entre 1790-1791, una parte como comuna de Somme, la otra en Paso de Calais antes de regresar a este último.
Como ocurrió en épocas anteriores, los nuevos medios de transporte como el ferrocarril en el siglo XIX evitaron atravesar el valle del Authie. Ninguna vía férrea, incluso de interés local se ha instalado a lo largo del río. Los grandes ejes ferroviarios franquean perpendicularmente al río como todas las carreteras de importancia. Solamente las rutas departamentales cruzan a lo largo del curso del agua, la D 319 al norte, la D 224 al sur e incluso se extiende a las proximidades del estuario. El valle presenta una débil densidad de facilidades de transporte si se compara con sus homólogas septentrionales, en particular el río Aa.
A pesar de que algunos buques de bajo peso remontaron el curso del río desde la parte baja del valle en diversas épocas de la historia, el Authie nunca ha estado orientado a la navegación. Por ello en 1272 el conde de Ponthieu, Jean de Nesle, previó el trazado de un canal en su bahía, en Rue, en donde el puerto comienza a llenarse de arena, siendo alimentado por las aguas del Authie. De cara a estas dificultades técnicas, los trabajos no son realizados y la idea del canal finalmente se deja de lado en 1277. En el siglo XVIII surgió un proyecto para convertirlo en un río navegable desde su desembocadura hasta Doullens, pero este tampoco llegó a prosperar.

### Patrimonio
El río Authie extiende su curso por 103 km, a lo largo de los cuales se encuentran abadías y numerosos castillos que recuerdan su rico pasado, e igualmente las guerras e invasiones sufridas en la región.

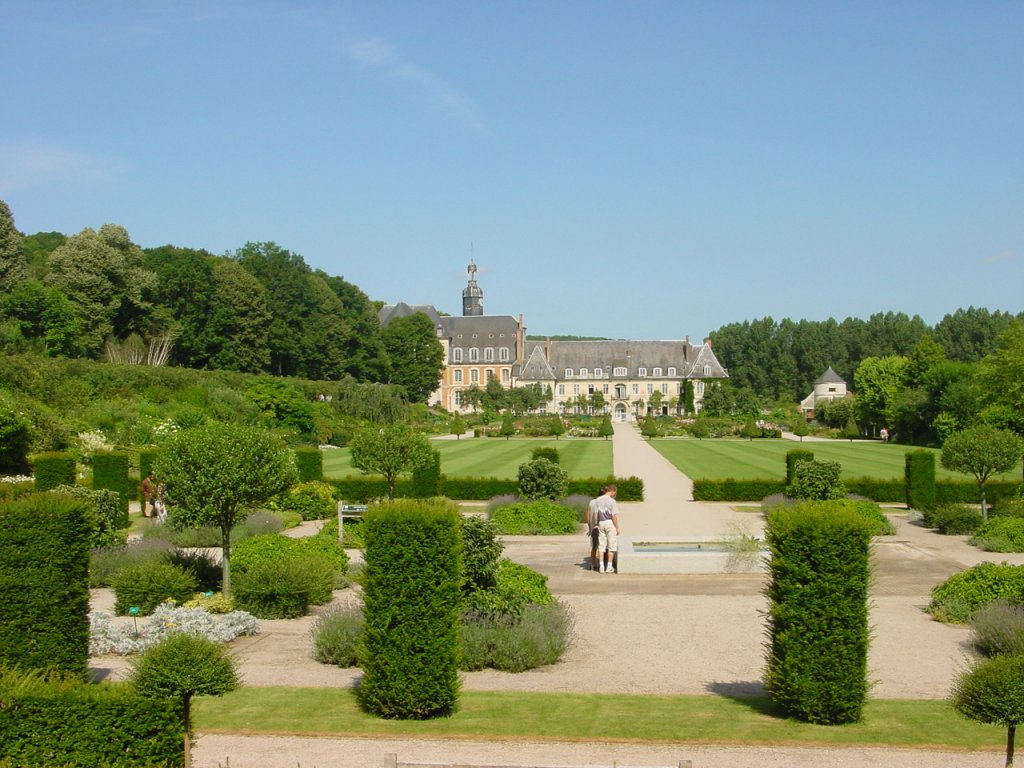
Abadía y jardines de Valloires.

Cerca del nacimiento del río, la comuna Authie recuerda, aparte de su priorato edificado en el siglo VII y dependiente de la abadía de Corbie, a los tejedores de terciopelo asentados al borde de las aguas entre 1824 y 1957 y a Louis Dewailly, rico negociante amienés que ocupó el castillo y cuya acción a favor de la comuna y de sus habitantes marcaron la historia local. Posterior a ella se encuentra Doullens, que posee una de las ciudadelas más grandes de Francia, edificada en el siglo XVI por Robert Mailly bajo la orden de Francisco I para defender a la ciudad amenazada por los Habsburgo, defensores de Artois. Siguiendo el curso del río, no se tiene lejanía con la realidad de la guerra, puesto que Auxi-le-Château guarda los vestigios de su fortaleza, levantada en 1178 por Felipe de Alsacia, conde de Flandes y arruinado durante la guerra de los Treinta Años en 1637. En Dompierre-sur-Authie hay un torreón de aspecto medieval que apenas data del siglo XVI y adyacente a una mansión del siglo XVII, edificada en piedra y ladrillo por Charles de Rambures, aquel que, justamente toma y destruye la fortaleza de Auxi-le-Château. La abadía de Dommartin, situada en la orilla opuesta, recuerda que el valle también fue una tierra de fe. Fundada en 1125 por los canónigos regulares Premonstratenses, apenas algunos años después de la fundación de la orden por San Norberto de Xanten, fue reconstruida en el siglo XVIII.

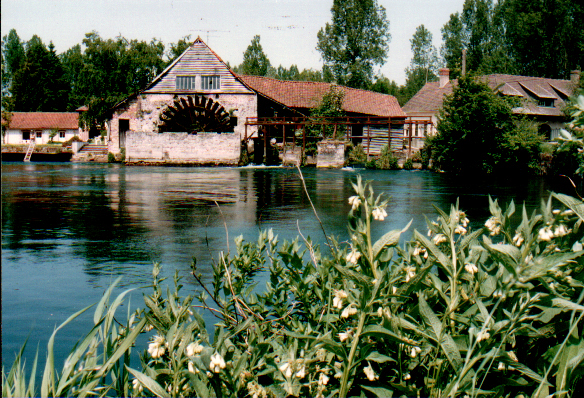
Molino de Maintenay.

Este edificio religioso precede al más célebre de los monumentos del valle: la abadía de Valloires y sus jardines. Erigida a partir de 1137 por Guy II, conde de Ponthieu, esta abadía cisterciana conoció dos siglos de prosperidad antes de ser devastada por la Guerra de los Cien Años y la Guerra de los Treinta Años. Reconstruida en el siglo XVIII, desde 1741 hasta 1756 y preservada de las destrucciones durante la Revolución francesa, ofrece una gran unidad arquitectónica. Después de 1989, los jardines contienen una colección de 4000 especies vegetales y variedades de arbustos en cuatro espacios diferentes; en el centro del parque, un jardín de rosas (que contiene unos 2.000 rosales, entre los cuales hay muchas variedades antiguas) respetando el espíritu cisterciano de dejar dominando el blanco y el palo de rosa.
Los demás lugares patrimoniales de la parte baja del valle del Authie corresponden a un registro más profano: un castillo renacentista del siglo XVI en Argoules, y una fortaleza del siglo XV en Nampont, construida sobre una isla del Authie la cual es un extraño vestigio de la serie de obras militares que defendían la frontera del reino.
Más cerca del estuario en donde las construcciones se remontan al siglo XII, el molino de Maintenay ofrece el mejor ejemplo de la antigua actividad molinera del valle. Propiedad de la abadía de Valloires desde 1197, fue utilizado hasta el siglo XVIII. Revendido a particulares, sigue siendo un molino de harina hasta la Segunda Guerra Mundial, y luego fue transformado en un aserradero, el cual suspende sus actividades en los años 1970 antes de ser restaurado y convertido en un museo ecológico. En el siglo XIX, el valle del Authie contó hasta con una cincuentena de molinos (uno por cada dos kilómetros, lo que demuestra el débil poblamiento del valle, comparando esta estadística con los 60 molinos de Durdent concentrados sobre los 24 km de curso del riachuelo costero de Sena Marítimo), entre los cuales se cuentan moliendas de cereales, colza, lino, aceite de almidón o la camelina, que se utilizan para la extracción de harina o aceite.

## Geografía

### El curso del río

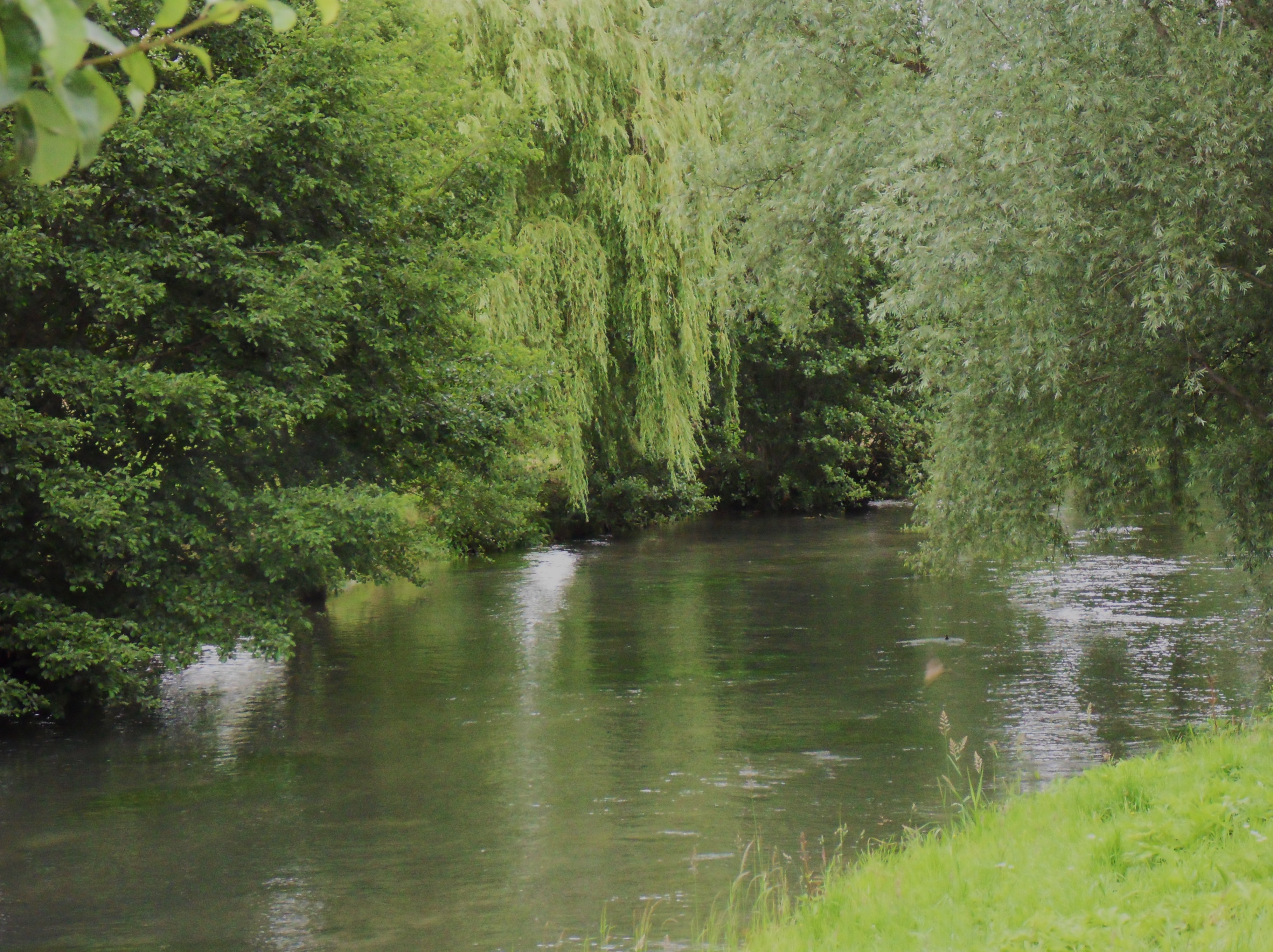
El río Authie en Hem.

El río Authie nace en Coigneux, al norte de Acheux-en-Amiénois a 131 m de altura sobre el nivel del mar (aunque según IGN y Géoportail, su altura es de 104 m). Pasa por la comuna de Authie y adopta una dirección oeste-noroeste, siguiendo la orientación tectónica general de los cursos de agua de esta región (Somme, Canche) y recibiendo el caudal de su principal afluente, el río Quilliene, ubicado en Thièvres. El río atraviesa la comuna de Doullens, en donde confluye con su principal tributario, el río Grouche, continúa en Auxi-le-Château, Argoules y Nampont en el norte del bosque de Crécy, antes de verterse en el Canal de la Mancha, entre Fort-Mahon-Plage y Berck. Al entrar en la región Marquenterre, el Authie inclina su curso en dirección sudeste, debido a la acción de pequeños afluentes, en particular el río Fliers, formando en Groffliers un estuario que continúa desplazándose. Su curso separa, poco después de Auxi-le-Château, los departamentos de Somme y Paso de Calais, y por lo tanto las regiones Picardía y Norte-Paso de Calais.
El Authie ocupa las provincias de Artois y Ponthieu cuando corta la vasta meseta inclinada hacia el oeste; una cobertura poco espesa de loess recubre la arcilla de sílex y los zócalos de tiza que se encuentran en los afluentes del valle costero del río y su suelo, que se compone de aluviones.
Su curso puede dividirse en varias entidades geográficas y del paisaje:
- La parte superior del valle, situada entre la fuente y Coigneux y las comunas de Occoches y Outrebois, siguiendo el curso después de Doullens, se caracteriza por tener un hábitat de fondo de valle y la presencia de una importante cobertura boscosa.
- El valle intermedio, localizado entre las ciudades y aldeas Dompierre-sur-Authie y Douriez, presenta un paisaje típico de alameda. El hábitat se encuentra a lo largo del curso del agua, e igualmente perpendicular a este último en los numerosos valles secos desembocando en el valle principal.
- El valle bajo, que se extiende desde Dompierre-sur-Authie hasta el acantilado cerca de Colline-Beaumont, se caracteriza por la presencia de numerosos estanques, las poblaciones se alejan del río para agruparse en las costas.
- Los campos bajos y la bahía de Authie se extienden sobre el Canal de la Mancha entre las puntas arenosas de Haut Banc y de Routhiauville, detrás de las cuales se encuentra el estuario del río se reduce desde hace varios siglos. En este espacio, unos diques llamados renclotûres, creados por los campesinos durante la Edad Media, han hecho avanzar la orilla izquierda en casi 4 km. La margen derecha ha experimentado la alternancia de episodios de erosión y acumulación en función de las divagaciones del canal de Authie. Para minimizar estas situaciones, se construyó un nuevo dique en 1868, una década más tarde fue extendido y, posteriormente, fue parcialmente destruido por el cauce el río antes de finalmente quedar enterrado bajo las arenas.[23]

### Hidrografía

Mapa de la cuenca hidrográfica del río Authie.

El Authie se beneficia de una cuenca hidrográfica de 1.304 km² extremadamente sencilla, correspondiente a un valle del Artois, en el cual el río, rectilíneo, recoge una red simétrica de afluentes elementales; todo el valle presenta un perfil asimétrico, la vertiente de la pendiente suave de la orilla derecha se opone a la vertiente empinada de la orilla izquierda. La asimetría del valle es resultado de la diferencia de pendiente en las vertientes dirigidas hacia el sur, por los fenómenos de gelifracción debidos a la sucesión de congelaciones y descongelaciones durante los períodos de glaciación del cuaternario. Las vertientes dirigidas hacia el sur o hacia el este son bastante empinadas y opuestas a las vertientes norte u oeste, las cuales tienen poca pendiente. Antes de llegar a Doullens, la cuenca se extiende de acuerdo a los desniveles que bordean el valle oponiéndose a las cuencas de los ríos Somme y Canche. El cauce promedio del riachuelo está comprendido entre los 10 y los 15 metros en la parte baja de su curso. Su pendiente natural promedio es de uno por milla, pero está compensada por la presencia de 22 presas.
El conjunto de la cuenca se extiende por diversas regiones: Ponthieu y Amiénois al sur del cauce del río, Montreuil y Ternois al norte, y recorre total o parcialmente el territorio de 157 comunas (74 en el departamento de Somme, 83 en Paso de Calais) agrupando a 75.200 habitantes (28.500 en Somme, 46.700 en Paso de Calais), lo que corresponde a una densidad promedio de 57 h/km² (más elevada que en el valle y las planicies que lo bordean). Solamente seis comunas de la cuenca superan los 2.000 habitantes.

El río Authie en Frohen-le-Grand.

La Institución Interdepartamental de Paso de Calais y Somme para el acondicionamiento del valle del Authie se fundó en 1993 y tiene la responsabilidad de coordinar acciones y proyectos concernientes al río costero, así como vigilar la calidad de sus aguas. Convertida el 7 de julio de 2006 en establecimiento público territorial de la cuenca (EPTB, por las siglas en francés de Établissement public territorial de bassin), actualmente tiene a su cargo la elaboración de un esquema de acondicionamiento y de gestión de las aguas (SAGE, por las siglas en francés de Schéma d'aménagement et de gestion des eaux) cuyos objetivos principales son el mejoramiento de la calidad de las aguas, el fomento de su cuidado para preservar la riqueza biológica del río, así como el acompañamiento de los cambios socioeconómicos del valle para asegurar la promoción de una política coherente de desarrollo del turismo y del ocio respetando el medio ambiente.
Los afluentes del río Authie son poco caudalosos y de corta longitud (desde su nacimiento hasta su desembocadura):
- Quilliene o Kilienne (12 km) en Thièvres, en la ribera derecha;
- Grouche (15 km) en Doullens, en la ribera derecha;
- Gézincourtoise (6 km) en Hem-Hardinval, en la ribera izquierda;
- Warnette (5 km) en Raye-sur-Authie, en la ribera derecha;
- Fliers (10 km) en Waben, en la ribera derecha.

### Hidrología
Debido al régimen de pluviosidad oceánico, el Authie mantiene un flujo de caudal constante y relativamente sostenido de 10,8 m³/s en la desembocadura. Toda la cuenca hidrográfica está afectada por un clima oceánico, caracterizado por una temperatura promedio anual de 10 °C, el cual presenta un índice de precipitaciones relativamente alto, comprendido entre 800 y 900 mm por año, exceptuando las proximidades del estuario en donde desciende a menos de 650 mm. No obstante, en él se observan pocos días con heladas.

Histograma de los caudales mensuales del río Authie.

En Dompierre-sur-Authie, a una treintena de kilómetros de su desembocadura, el caudal del Authie, observado durante 45 años (desde 1963 hasta 2007), alcanzó en promedio 7,9 m³/s en una cuenca hidrográfica de 784 km² (la cual representa más de un 60 % de su superficie total). El río presenta variaciones limitadas de caudal; el período de aguas altas puede registrarse al finalizar invierno y en primavera con unos promedios mensuales de 9,32 m³/s, 9,36 m³/s y 8,91 m³/s, esperados respectivamente en los meses de marzo, abril y mayo. Las aguas bajas aparecen al final del verano y durante otoño con caudales comprendidos entre 6,39 m³/s y 6,73 m³/s de septiembre a noviembre (octubre está caracterizado como el mes de más bajo caudal del año). Los periodos de estiaje, así como las inundaciones, son limitados. La regularidad del caudal del río se explica por las potentes aguas subterráneas formadas por rocas calizas procedentes del período cretáceo (Senoniano, Turoniense y más raramente Cenomaniense) que están encerradas por una fuerte corriente subterránea comunicada directamente con los caudales de agua de la región. Esta corriente subterránea contribuye en un 80 % del caudal del Authie y juega un papel regulador. Durante los meses de bajas precipitaciones (esencialmente en periodos estivales), la rivera se alimenta por esta corriente subterránea, sobre todo porque su nivel es bajo en comparación con esta última, durante el otoño y el invierno presenta mayores precipitaciones, durante los altos niveles del río que contribuyen a la recarga de aguas subterráneas. A pesar de esta característica, en el valle del Authie pueden presentarse inundaciones, sobre todo en la parte baja del curso del río, entre Dompierre-sur-Authie y Quend, en un área estimada de 2200 hectáreas. Las crecidas del río pueden fortalecerse localmente por la presencia de molinos que obstaculizan el desagüe y, en las proximidades del estuario, por la influencia de las mareas.
Estableciendo una comparación entre el cauce y la cuenca hidrográfica, el Authie presenta un caudal relativamente abundante, con una corriente de agua de 317 mm/año (bastante inferior al de la cuenca del Canche del orden de los 427 mm y largamente superior al del Somme que alcanza solamente los 196 mm, siendo el promedio nacional de 300 mm). Su caudal específico es de 10 litros por segundo y por kilómetro cuadrado de cuenca (9,5 l/s/km² para todos los cursos de agua franceses, y 13,5 l/s/km² en el caso de la cuenca del Canche y 6,9 para la del Somme).

## Actividades

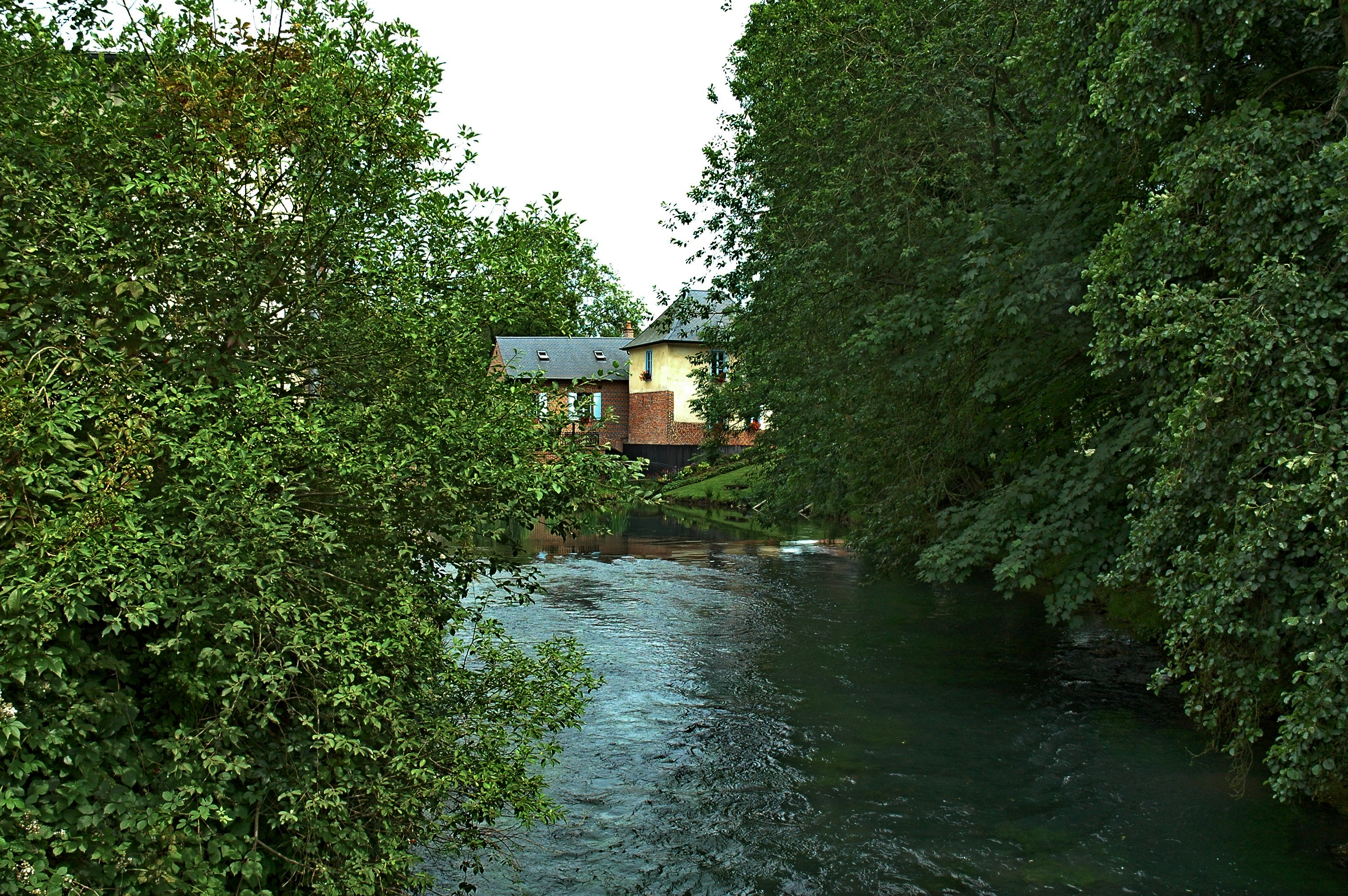
Turismo "verde" en el valle del Authie.

La economía del valle del Authie y de las planicies que lo enmarcan está dominada por la agricultura, las tierras cultivadas (superficie agrícola útil) ocupan un 80 % de la superficie de su cuenca hidrográfica. La policultura (cereales, remolacha, colza, papa) se realiza en las planicies de tierras fértiles recubiertas de loess, la ganadería (esencialmente bovina) está localizada en el valle, en donde se cultiva igualmente el tabaco y se practica la silvicultura, particularmente la populicultura, en pleno auge. La cría de animales se practica en conjunto al cultivo de tierras desde hace una treintena de años. Sometida a importantes presiones agrícolas, la calidad del agua en el Authie no es buena, pues presenta fuertes concentraciones de nitratos, materias orgánicas y materias en suspensión. Por esta razón, en las tierras menos fértiles se ha venido dando un abandono a las actividades agrícolas, y en las empinadas laderas de la zona Larrea, se observan jardines calcícolas sembrados de arbustos foráneos, anteriormente ocupadas por la cría de ovejas, han sido abandonadas, encontrando una cubierta forestal. La actividad piscícola es menos presente en la zona con tan solo dos lugares en Beauvoir-Wavans y en Douriez.
La actividad industrial es poco representativa fuera de pequeñas aglomeraciones como Doullens (industria agro-alimentaria con Cofranlait e industria química con Rosenlew en la comuna vecina de Beauval), Auxi-le-Château (presencia de un fabricante de suministros automotrices dependiente del grupo Thyssen-Krupp) y de la explotación de balasto a nivel del estuario. Actividades tradicionales como la industria textil en Doullens con la compañía de hilado de algodón Julien Thiriez padre e hijo y el esmaltado en Auxi-le-Château (planta de producción de Aubecq) en el valle alto actualmente han desaparecido. Aún subsiste sin embargo, la cestería en forma artesanal, herencia de una larga tradición en Le Boisle.
El valle del Authie, poco urbanizado y rico en lugares patrimoniales, ha sabido desarrollar la actividad turística aumentando las posibilidades de alojamiento (haciendas rurales, terrenos para acampar) y las actividades (senderismo, cicloturismo, deportes náuticos y canotaje-kayak). Este turismo ecológico, con el cual pueden realizarse actividades de exploración del patrimonio natural de la bahía de Authie, viene a complementar la tradicional actividad balnearia presente en el litoral en las estaciones de Fort-Mahon-Plage y de Berck. La pesca de ocio, practicada sobre casi la totalidad del curso del río así como en numerosos estanques artificiales, se asocia con la presencia de agua y su fácil captura en el fondo del valle, y la caza, más presente en el estuario y la zona baja del río (debido a los numerosos gaviones), pueden ser considerados como actividades netamente turísticas.

## Medio ambiente

### La bahía de Authie

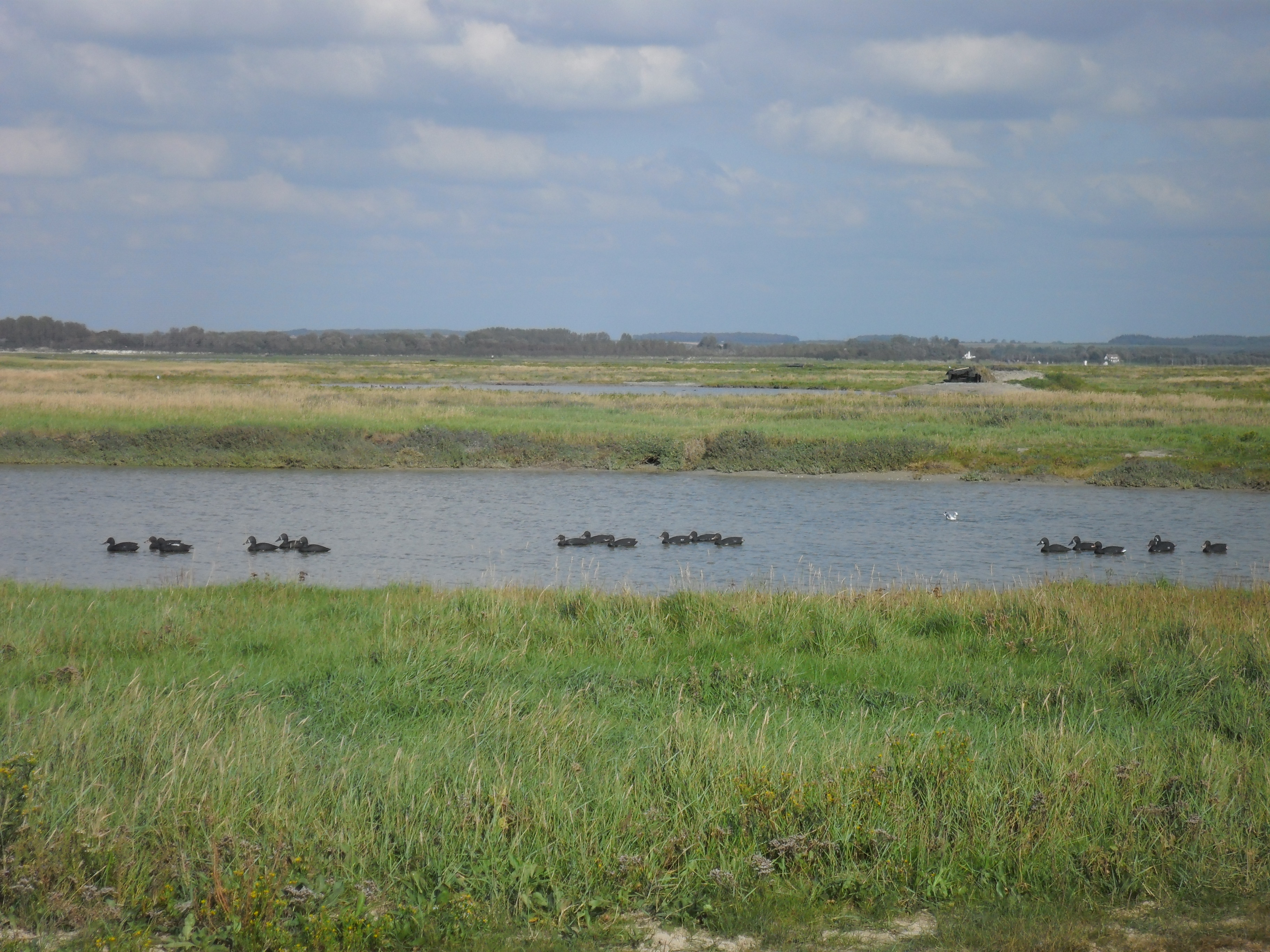
La bahía de Authie.

La bahía de Authie, de la cual una parte del territorio fue adquirido, entre 1986 y 2003, por el instituto para la conservación del litoral, acoge un medio natural diverso. El paisaje, al norte del estuario del río y a la proximidad de la punta de Routhiauville al sur, está fuertemente marcado por la presencia dunaria: dunas blancas, dunas arboladas y praderas de dunas sometidas a los ataques constantes del mar. Puede encontrarse una amplia diversidad de especies vegetales como el lirio hediondo, el barrón, el cardo de duna y el centeno de mar. Las aves, cuya diversidad es menor que la de su vecina la bahía de Somme, no deja de tener un interés por la presencia permanente o temporal de especies como la garceta, la espátula, el halcón peregrino, el gavilán, el carpintero menor manchado, la cogujada y algunas cigüeñas. El medio dunario abriga espacios húmedos, pozos subterráneos y mares temporales que por lo general se secan durante el verano. Las depresiones se formaron a principios del siglo XIX cuando las playas se recubrieron de grandes mareas. Progresivamente se fueron aislando del medio marino por la formación de cordones de dunas, pero aún se alimentan con el agua lluvia y los pozos subterráneos. Actualmente en ellos conviven especies vegetales como la menta acuática y la orquídea encarnada y especies animales variadas como el sapo corredor, la garza real, el somormujo lavanco, así como numerosas ranas y libélulas. En la zona meridional de la bahía dominan los pólderes, formados en el mar a través de edificaciones encerradas, cultivos y pastizales. Estos espacios húmedos, cortados por canales de riego, zanjas y estanques abrigan a numerosas especies de juncos, cañas y otros vegetales acuáticos.
Para preservar ese medio frágil frecuentado por cerca de 500.000 visitantes al año, el Instituto para la Conservación del Litoral prevé la restauración del pastoreo de ovejas para mantener el entorno de las dunas, e igualmente prevé mejorar la recepción de los turistas con algunos acondicionamientos mejor adaptados a la problemática ambiental actual: aparcamientos integrados al paisaje y demarcación de senderos.

### El río y el valle

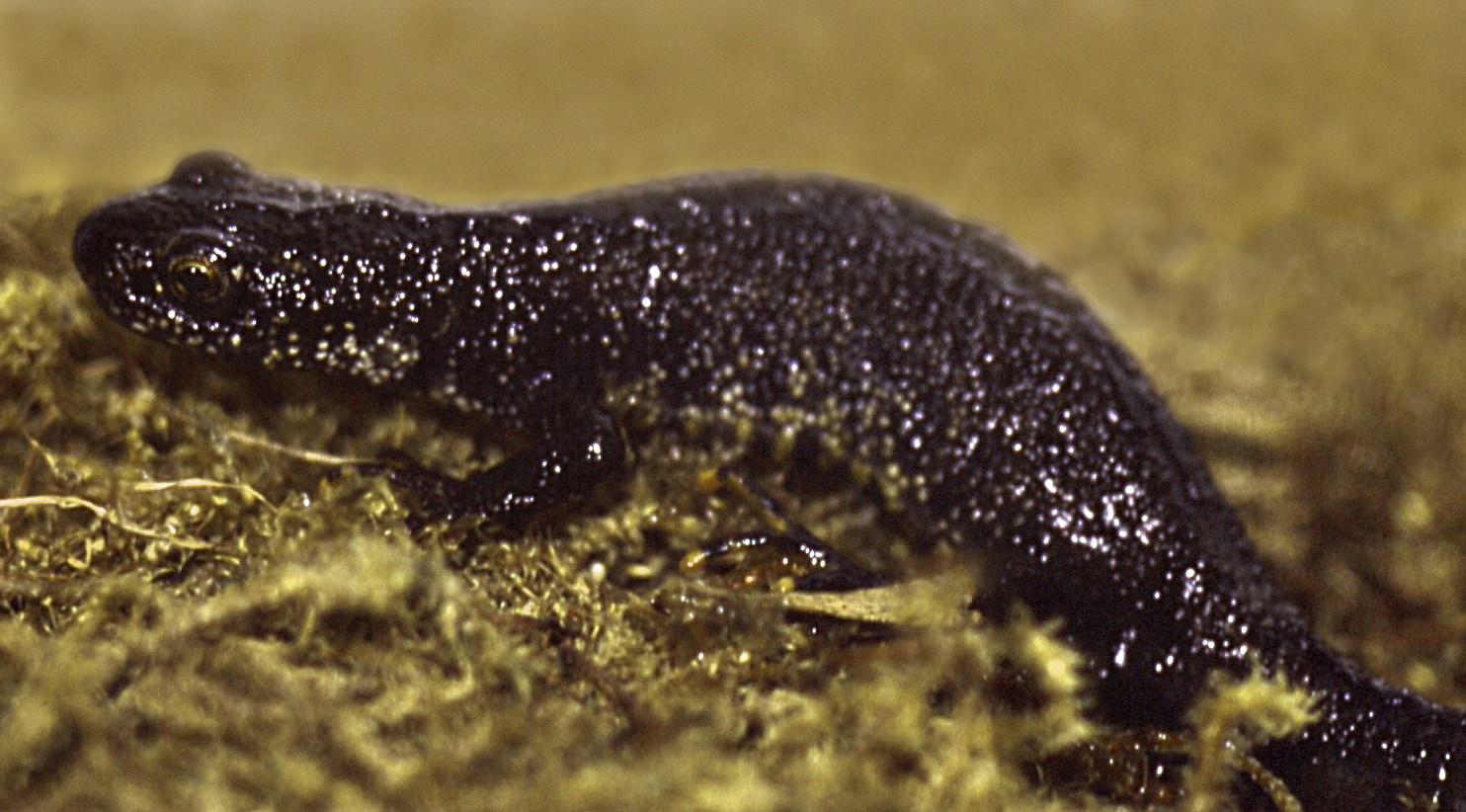
Una salamandra crestada.

El Authie es un curso de agua de una gran riqueza haliéutica en la cual su totalidad se encuentra clasificada en la primera categoría. El río es, con el Bresle, uno de los raros cursos de agua desde el Sena hasta Dinamarca que aún tiene salmón del Atlántico, pez migratorio considerado como un buen bioindicador de la calidad del agua. Este es bueno en general, estando los vertidos industriales y municipales son bajos y más bien en declive. Aún subsiste la polución de origen agrícola. La erosión y la escorrentía asociada con las prácticas de agricultura intensiva y el aumento de la tierra a expensas de los pastizales son la fuente de las altas concentraciones de sólidos en suspensión y la contaminación por nitratos. Esta erosión, combinada con el efecto de las obras situadas en el cauce del río también causa la sedimentación de los tramos fluviales y el bloqueo de las zonas de desove del salmón, los cuales requieren un tipo de sustrato de grava para la oxigenación de los huevos.
Otros peces migratorios o sedentarios, tales como la trucha, la lamprea de río, la lamprea planieri y el charrasco, están igualmente presentes. Está clasificado como curso de agua de salmónidos desde 1987, ya que el Authie (así como sus afluentes) está sometido por el código del medio ambiente (resolución de 18/04/1997) a la obligación de libre circulación de peces migratorios. 22 presas están instaladas en el Authie; para permitir el paso de los peces y notablemente facilitar su ascenso hasta la parte alta del río o sus afluentes, es indispensable la apertura definitiva de las barreras o en su defecto la puesta en marcha de su acondicionamiento progresivo. Una parte de estas presas aún son infranqueables o poseen algún problema, notablemente en Tollent, en la parte alta del río.
El valle del río es considerado por parte de la red Natura 2000 como uno de los corredores fluviales esenciales del norte de Francia, debido a que sus praderas y pantanos de turba son el hogar de muchas especies animales y vegetales. Sobre el plano floricultor, encontramos en su valle 16 especies protegidas entre las que se cuentan los helechos, la hepática blanca, única representante en Francia del género Parnassia, y algunas orquídeas como la orquídea de la rana o la espirante de otoño. En cuanto a la fauna anfibia, las riveras tienen una importante población de salamandras crestadas, especie fuertemente amenazada en numerosas regiones por la destrucción de su hábitat como consecuencia de la actividad humana.
El Authie es un buen representante de los hidrosistemas fluviales noratlánticos debido a la diversidad de su ictiofauna, y de sus hábitats acuáticos reófilos (término que se aplica a las especies animales o vegetales capaces de vivir en las aguas animadas por fuertes corrientes) y lénticos (vocablo que designa los organismos que viven en los lagos, estanques, marismas, aguas estancadas o cualquier otro hidrosistema atravesado por las corrientes muy débiles o nulas).

## Departamentos y comunas atravesadas
El Authie atraviesa 2 departamentos y 45 comunas, entre las cuales están:
- Paso de Calais (62) : Beauvoir-Wavans, Auxi-le-Château, Labroye, Groffliers, Berck.
- Somme (80): Coigneux, Authie, Doullens, Hem-Hardinval, Boufflers, Dompierre-sur-Authie, Argoules, Nampont, Quend, Fort-Mahon-Plage.

## Topónimos
El hidrónimo «Authie» se encuentra en los 7 topónimos siguientes: Authie, Authieule, Dompierre-sur-Authie, Raye-sur-Authie, Saint-Léger-lès-Authie, Villers-sur-Authie, Vitz-sur-Authie.